# Sorrow: The Nazi Legacy
Sorrow: The Nazi Legacy é um documentário sueco de 1992 dirigido por Gregor Nowinski.

## Sinopse
6 adolescentes da Suécia tentam entender como o Holocausto poderia ter acontecido. Eles viajam para Wannsee, o local do local onde a implementação da "solução final" foi determinada. O grupo então viaja para Auschwitz. Depois de se encontrar com um sobrevivente de Auschwitz, o grupo retorna à Suécia para um encontro com o filho do oficial nazista que foi o governador-geral da Polônia ocupada pelos nazistas.

## Prêmios
| Ano  | Prêmio                 | Categoria                       | Resultado |
| ---- | ---------------------- | ------------------------------- | --------- |
| 1992 | 20ª Emmy Internacional | Melhor Programa Infanto-juvenil | Venceu    |